# 환호여자중학교
환호여자중학교(環湖女子中學校)는 대한민국 경상북도 포항시 북구 환호동에 위치한 공립 중학교이다.

## 학교 연혁
- 1990년 11월 29일 : 환호여자중학교 설립인가(36학급)
- 1991년 3월 1일 : 초대 한익동 교장 취임
- 1991년 3월 9일 : 개교 및 제1회 신입생 입학식(10학급 500명)
- 1993년 2월 23일 : 신축 교실 3층 완성(총 36교실)
- 1994년 2월 8일 : 제1회 졸업식(졸업생 494명, 졸업생 누계 494명)
- 1997년 3월 1일 : 경상북도교육청지정 연구학교(교육과정 선도학교 운영)
- 1999년 3월 1일 : 경상북도교육청지정 연구학교(교과교실 운영을 통한 교수-학습방법의 개선)
- 2003년 2월 27일 : 도서관 활성화 대상학교 선정
- 2003년 10월 1일 : 교육인적자원부지정 연구학교 운영(방과후학교 시설 활용)
- 2012년 2월 20일 : 급식소 및 다목적강당 준공
- 2012년 12월 12일 : 과학실, 진로활동실, wee-class 현대화 사업
- 2015년 1월 21일 : 교육복지우선지원사업 학교 확정
- 2024년 1월 4일 : 제31회 졸업식(졸업생 231명, 졸업생 누계 10,922명)
- 2024년 3월 1일 : 제15대 강호철 교장 취임
- 2024년 3월 4일 : 신입생 281명 입학(30학급)

## 참고 자료
- 환호여자중학교 - 한국교육학술정보원 학교알리미